# Мескена
Меске́на (араб. مسكنة‎) — город на севере Сирии, расположенный на территории мухафазы Халеб. Входит в состав района Манбидж. Является административным центром одноимённой нахии.

## История
Город впервые упоминается в трудах Стефана Византийского, в контексте описываемой им военной кампании императора Септимия Севера против Парфянского царства. В первой половине VII века Мескена была захвачена арабами, а в XVI веке перешла под контроль Османской империи. Во времена французского правления в Сирии являлась административным центром казы, а также местом торговли скотом и продуктами животноводства.
В 1946 году Мескена стала частью независимой Сирии.

### Гражданская война в Сирии
3 июня 2017 года САА освободила город от боевиков Исламского государства.

## Географическое положение
Город находится в юго-восточной части мухафазы, к западу от водохранилища Эль-Асад, на высоте 377 метров над уровнем моря.

Мескена расположен на расстоянии приблизительно 74 километров к востоку-северо-востоку (ENE) от Алеппо, административного центра провинции и на расстоянии 308 километров к северо-северо-востоку (NNE) от Дамаска, столицы страны.

## Население
По данным официальной переписи 2004 года численность населения города составляла 15 477 человек (7888 мужчин и 7589 женщин).

## Достопримечательности
Город находится в нескольких километрах к югу от холма-городища Телль-Мескене, образовавшегося на месте древнего аморейского города Эмар.
В Мескене расположен минарет аль-Адиль, возведённый в 1210 году правителями из династии Айюбидов.

## Транспорт
Ближайший гражданский аэропорт — Международный аэропорт Алеппо.